# Аракс (пароход, 1861)
«Аракс» — колёсный пароход Каспийской флотилии Российской империи.

## Описание парохода
Колёсный пароход водоизмещением 116 тонн. Длина парохода составляла 30,5 метра, ширина — 4,9 метра, глубина интрюма 1,83 метра, углубление на ровный киль 0,7 метра, а осадка — 1 метр. На пароходе была установлена паровая машина мощностью 30 номинальных лошадиных сил, а в качестве движителя использовались гребные колёса. Вооружение парохода на момент 1880 года состояло из четырёх 1-фунтовых медных фальконетов.
Пароход «Аракс», системы Френсиса, из желобчатого гальванизированного железа, был изготовлен для выполнения работ по описи северной части Каспийского моря. Стоимость парохода, вместе с механизмом, составила 3500 фунтов стерлингов (24074 руб. 69 коп.). Наименование «Аракс» пароход получил  ещё на этапе строительства по высочайшему повелению.

## История службы
Пароход «Аракс» был построен и спущен в Великобритании на Виндзорском заводе в 1861 году. По расписанию судов Каспийской флотилии, утверждённому его императорским высочеством генерал-адмиралом и объявленному по Морскому ведомству Инспекторским департаментом 7 (19) июня 1861, для производства морских столовых денег, строящийся пароход «Аракс» был отнесён к IV рангу морского довольствия.
Ввиду отсутствия при Астраханском порте надёжного судна, для производства описи и промера северной части Каспийского моря, портовое начальство в 1860 году ходатайствовало о заказе для этой цели в Англии нового железного парохода, по образцу построенного уже там в 1844 году для Каспийской флотилии парохода «Волга» с тем, чтобы новый пароход сидел в воде, с грузом, не более 3 футов.
Считалось, что постройка парохода из желобчатого гальванизированного железа, по системе американца Френсиса, обойдётся дешевле и притом предоставит то преимущество, что судно будет сидеть в воде менее, чем при обыкновенной системе. Поэтому, с соизволения великого князя генерал-адмирала, был заказан заводчику Гамильтону, единственному в Англии строителю судов этого типа, в 1860 г. пароход за 3500 фунтов стерлингов (24074 руб. 69 коп.), со сдачей в Ливерпуле.

По контракту заводчик обязался изготовить пароход по системе Френсиса, из наилучших материалов, самой лучшей отделки, с соблюдением всех условий, могущих обеспечить прочность и крепость их, с тем, чтобы пароход был наилучшим мореходным судном.

По сдаче парохода в Ливерпуле капитану 2-го ранга Шварцу, им произведена была его проба в непродолжительном плавании, при чем пароход шёл не более 7 узлов в час, несмотря на то, что машина его делала до 35 оборотов в минуту; вообще же пароход, по донесению Шварца, оказался довольно неудачным судном.
10 (22) августа 1861 он был отправлен в Кронштадт, но по выходе из Ливерпуля встретил свежий ветер и по причине повреждения колосников зашёл в порт Рамзай; повреждение было исправлено за счёт заводчика, т. к. оно произошло от слишком низкого положения колосников, которые были несколько приподняты и сделаны железные, вместо чугунных. 27 августа (8 сентября) 1861 пароход вошёл в Каледонский канал и на другой день прибыл к восточному его устью в Инвернес.
По выходе оттуда он снова попал в очень свежий ветер, причём волнением смыло у него часть борта и повредило рубку на верхней палубе. По исправлении этих повреждений пароход продолжил плавание, но, по причине свежего ветра, вынужден был зайти в Абердин. Здесь он был освидетельствован комиссионером Глазговской страховой компании, и хотя повреждений в корпусе и не было обнаружено, но на основании донесения этого комиссионера, комитет директоров компании решил, что по случаю позднего времени года и по причине ненадёжности судов системы Френсиса для морских плаваний в бурное время, пароход «Аракс» не следует отправлять далее и компания не примет на себя убытки в повреждении или гибели парохода, если он будет послан из Абердина ранее половины мая 1862 года.
Вследствие этого пароход был оставлен в доке в Абердине, где расход на помещение парохода и присмотр за ним обошёлся около 8 фунтов стерлингов в месяц, а за 8 месяцев 64 фунта стерлингов, которые отнесены за счёт 100 фунтов, удержанных с заводчика при окончательном с ним расчёте, за просрочку в сдаче парохода.
Так как по контракту пароход надлежало построить с соблюдением всех условий к тому, чтобы он мог быть наилучшим мореходным судном, чего на самом деле не случилось, то Кораблестроительный департамент поручил капитану 2-го ранга Шварцу донести, не может ли Морское ведомство, в соответствии с английским законодательством, отказаться от парохода.
И хотя Шварц донёс, что по мнению адвоката, состоящего при Российском консульстве в Лондоне, представлялось возможным требовать в суде вознаграждение за неисполнение заводчиками контракта, но, приняв во внимание, что недостатки парохода могут быть отчасти отнесены к неудовлетворительности системы Френсиса, избранной самим Морским ведомством, и что во всяком случае, по недостаточности испытания этой системы, процесс представляется затруднительным и успешный исход его сомнительным, управляющий Морским министерством приказал принять пароход в казну, не начиная процесса, что и было утверждено Адмиралтейств-советом, по журналу 5 января 1862 года ст. 22347.
Доставка парохода в Кронштадт обошлась около 364 фунта стерлингов (около 2550 руб. сер.).
По прибытии в 1862 году в Кронштадт железного колёсного парохода «Аракс», построенного в Англии для Каспийского моря, во исполнение приказания управляющего Морским министерством, его осмотрел и испытал Кораблестроительный технический комитет: длина парохода 100 футов, ширина 16 футов, глубина интрюма 6 футов 3 дюйма; глубина углубления под грузом ахтерштевнем 3 фута, форштевнем 2 фута; построен из желобчатого железа, кроме кормовой части, которая из гладкого листового железа; шпангоуты углового железа, в слишком большом расстоянии один от другого, а продольных скреплений, кроме двух боковых кильсонов, нет. Поэтому нельзя было признать постройку корпуса достаточно прочной, что и подтвердилось замеченным на пробе движением паровых котлов во время действия машины. Сами работы, как по корпусу, так и по отделке, выполнены были небрежно и, как надобно полагать, без надлежащего надзора за подрядчиком: например, на железных планках или наугольниках, скрепляющих бимсы со шпангоутами, кромки были оставлены оборванными вчерне.
Замечено также было, кроме того, что при постройке этого парохода из желобчатого железа не достигнута была лёгкая постройка корпуса этого судна, так как при углублении 3 фут., которое пароход имел при полном грузе, корпус его мог бы быть построен из гладкого железа так же легко, и прочнее, нежели из желобчатого, в чём вероятно был убеждён и сам строитель, потому что кормовую часть он сделал из гладкого, по невозможности, как надо полагать, выполнить её легко и крепко из желобчатого железа, из которого были сделаны прочие части корпуса.
Механизм в 32 нарицательных силы, хоть был сделан не совсем отчётливо, и даже с некоторыми недостатками - механизм был установлен так, что доступ к нему чрезвычайно неудобен - но действовал на пробе достаточно хорошо и плавно, или без стука; пар в котлах держался хорошо и ход судна был до 7 узлов, который, судя по машине в эту силу и неуклюжей конструкции судна, можно было считать удовлетворительным в отношении машины; но для плавания на большом волнении пароход этот не был признан годным, по неудобной конструкции корпуса, малому углублению и слабой машине.
На основании всего вышеизложенного, комитет признал пароход «Аракс» неблагонадёжным к плаванию в Каспийском море и несоответствующем предназначенной ему службе, для описи открытых берегов моря, а потому его надлежит употреблять для речной службы и портовых нужд.
Поэтому в кампанию 1862 года «Аракс» был оставлен на Балтике, в составе малых пароходов, для выполнения разных портовых надобностей при С.-Петербургском порте и совершал плавание между С.-Петербургом и Кронштадтом, и вверх по реке Неве. В 1862 г. в С.-Петербургском порту по особому распоряжению на пароходе «Аракс» были произведены исправления.
Пароход «Аракс» вошёл в состав вновь сформированного в Балтийском ведомстве в начале 1863 года 26-го флотского экипажа. В кампанию 1863 года находился на Балтике. Занимался гидрографическими работами по съёмке и промеру на реке Неве.
При проведении в навигацию 1863 года гонок с.-петербургским речным яхт-клубом пароход «Аракс» использовался в качестве судейского, на нём находились комиссия и командор яхт-клуба В. Ю. Познанский, выбранный в судьи состязания.
С наступлением первых заморозков плавучий маяк большого невского фарватера 29 октября 1863 г., по случаю наступления зимнего времени, прекратил освещение и был отведён на зимовку в С.-Петербургский порт. Пост плавучего маяка на этом фарватере, до окончания навигации, занимал пароход «Аракс».
В 1864—1865 гг. пароход «Аракс», по программе плавания судов Балтийского флота, предназначался для портовых надобностей. В 1866—1869 гг. значился по Балтийскому флоту. В 1868 году под командованием капитана 2-го ранга Эбелинга плавал между Петербургом и Кронштадтом.
12 (24) июня 1871 года пароход «Аракс» был переведён из Балтийского флота в Каспийскую флотилию, с зачислением в каспийский экипаж.
В 1872 году гидрографические работы на Каспийском море начались немедленно по назначении для этой цели судов от Бакинского порта. В состав экспедиции вошёл пароход «Аракс», командир капитан-лейтенант Костыгов 1-й.
В 1873 году гидрографические работы в Каспийском море продолжились, и заключались в следующем: мензульная съёмка и шлюпочный промер у северного берега полуострова Бузачи, обследование морским промером пространства моря между устьями рек Волги и Эмбы, мензульная съёмка и шлюпочный промер в Михайловском заливе и окончание морского промера по западную сторону острова Челекен и Красноводской косы до мыса Тарта. Пароход «Аракс», командир капитан-лейтенант Костыгов, использовался при морском промере на судах. Состав съёмки был разделён на три партии. Третьей партии капитан-лейтенанта Михайлова поручено было продолжать обследование с парохода «Аракс» мелководного северного побережья, от границы прошлогодних его работ у Шараповой косы до косы Большого Забурунья, причём промерные галсы с морской стороны должны были ограничиваться пределом работ с парохода «Урал», т.е. 12 футами, а со стороны берега, по крайней мере, глубиной не более одной сажени (7 футов).
Партия судов, зимовавшая в Баку, отправилась к месту проведения работ 16 июня, и 19 июня прибыла к Четырёхбугорному знаку, где их ожидал уже пароход «Аракс» с начальником съёмки и прочими офицерами, прибывшими из Петербурга. Пароход «Аракс», зимовавший в Астрахани, хоть и был готов двумя неделями ранее, но к работам приступить не мог без содействия другого судна, которое предназначалось для склада дров, необходимых при работах в отдалённых частях моря, так как сам пароход «Аракс» мог запастись дровами всего только на 20 часов хода. Но поскольку все военные баржи, состоявшие при Бакинском порте, были заняты спешной работой по перевозке дров к Астрабадской станции, то в замену барже был нанят плашкоут, принадлежащий обществу «Кавказ и Меркурий», за 140 руб. в месяц. Плашкоут этот позволил делать значительные запасы дров, с которыми пароход «Аракс» мог производить исследования в весьма отдалённых частях моря.
1 августа, для устранения образовавшейся в котлах парохода «Аракс» течи, он отправился в Астрахань. К 9 августа исправления были окончены и пароход «Аракс» возвратился к устьям Волги. Простояв там до 20 августа в ожидании погоды, а также плашкоута, пополнявшего запас дров, начал продолжать свои исследования от Синего Морца к востоку. Ко 2 сентября промер был доведён почти до косы Большого Забурунья, когда закончился весь запас топлива. Поэтому пароход «Аракс» отправился обратно к устьям Волги, куда прибыл 3 сентября. В продолжении этого рейса пароходом «Аракс» было сделано промера 403 линейных мили. Этим рейсом был закончен промер с парохода «Аракс». За все время летних работ им было сделано промера 1043,5 линейных мили или 1826 вёрст, покрывающих пространство воды в 6000 квадратных вёрст.
В 1876 году корпус парохода подвергся капитальному ремонту. Были установлены 4 медные 1-фунтовые орудия. В 1879 году механизм и котлы были переделаны под топку нефтяными остатками (мазутом). В 1881 году на заводе в Баку был сделан новый котёл, который обошёлся в 5864 руб. 65 коп. В 1883—1885 гг. пароход «Аракс» значился при Бакинском порте.
Пароход «Аракс» был исключён из списков судов Каспийской флотилии России в 1887 году.

## Командиры парохода
Командирами парохода «Аракс» в составе Российского императорского флота в разное время служили:
- лейтенант, с 27 марта 1866 года капитан-лейтенант И. П. Зеленин (1863—1867 годы)[22][23];
- капитан 2-го ранга К. К. Эбелинг (1868—1869 годы)[24][25][13];
- лейтенант Н. Невельский 2-й ( —1871 годы)[26];
- лейтенант, с 1871 г. капитан-лейтенант С. А. Костыгов 1-й (1871—1874 годы)[27][28][29]. 11 (23) сентября 1871 года командиром парохода «Аракс» был назначен лейтенант Степан Костыгов 1-й[26]; в 1-й день января 1872 года всемилостивейше пожалован командиру парохода «Аракс» капитан-лейтенанту Степану Костыгову 1-му орден св. Станислава 2-й степени[30];
- капитан-лейтенант Д. Н. Челеев 2-й (1876—1881 годы)[31][32]
- капитан-лейтенант Г. Радецкий 1-й (1882—1885 годы)[комм. 6]

### Комментарии
1. ↑  100 футов[1].
2. ↑  16 футов[1].
3. ↑  6 футов[1].
4. ↑  2 фута 3 дюйма[1].
5. ↑  В источнике "Отчёт о действиях кораблестроительного департамента. 1862" ошибочно указан 1861 год.
6. ↑  В 1882—1885 годы должность и чин Радецкого для парохода «Аракс» указаны как: "к-щий л.", а в 1886 году уже для парохода «Баку» как: "к-р к. 2 р." (командир капитан 2 ранга), поэтому можно предположить, что "к-щий л." — это ошибка, и должно быть "кап.-л.", т.е. капитан-лейтенант, т.к. этот чин предшествует кап. 2 ранга, что здесь и указано для 1882—1885 годов.[33][21].